# Знаменське (Багратіоновський район)
Зна́менське (рос. Знаменское) — селище Багратіоновського району, Калінінградської області Росії. Входить до складу Гвардійського сільського поселення.
Населення — 112 осіб (2015 рік).

## Географія
Селище розташоване за 3 км від районного центру — міста Багратіоновська, 36 км від обласного центру — міста Калінінграда та 1085 км від Москви.

## Історія
Мало назву Кучиттен до 1946 року.

## Населення
За даними перепису 2010 року, у селі мешкало 112 осіб, з них 47 (42,0 %) чоловіків та 65 (58,0 %) жінок. Згідно з переписом 2002 року, у селі мешкало 114 осіб, з них 54 чоловіків та 60 жінок.